# André Koechlin & Cie
André Koechlin & Cie est une société française fondée en 1826, par André Koechlin, pour la création d'une usine de constructions mécaniques à Mulhouse.

## Histoire

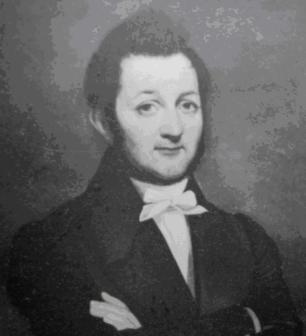
André Koechlin.

Au début du XIXe siècle la mécanisation et le développement de l'Industrie textile provoque la création d'entreprises de constructions mécaniques pour fournir aux industriels du textile les équipements nécessaires à l'amélioration de leur production. André Koechlin, industriel et homme d'affaires mulhousien qui a de l'expérience dans la production textile et des moyens financiers importants, semble avoir estimé qu'il y avait encore une place à prendre sur ce marché à condition d'être rapidement performant. Il commence à préparer son affaire, sans doute, vers 1825, année où il achète un terrain de neuf hectares, contigu au canal du Rhône au Rhin à proximité de la « porte du Miroir » à Mulhouse.
Koechlin va ensuite aller en Angleterre, qui est alors en pointe dans les technologies d'avant-garde, chercher les compétences techniques qui lui manquent. Par l'intermédiaire d'un agent commercial, il contacte Richard Roberts qui vient, en 1822, de déposer un brevet pour un métier à tisser mécanique et dépose en mars 1825 le premier brevet de la self-acting-mule (renvideur automatique). Les négociations aboutissent par la signature d'un contrat le 8 juin 1826. Cet accord prévoit, « en participation » avec la société Sharp, Roberts and Company de Manchester, dont Roberts est un associé, la construction d'une usine de constructions mécaniques, clé en main, sur le terrain acheté à Mulhouse. Koechlin finance notamment tout ce qui concerne la construction et les Anglais apportent leur savoir-faire, les plans, les machines et une assistance avec l'envoi en France de techniciens et d'ouvriers. L'accord financier entre Koechlin et la société anglaise n'est pas connu.
L'usine est mise en marche en mai 1828, ce qui permet d'effectuer les premières livraisons dès la fin de cette même année. Au début de l'année 1829, la société réussit à fabriquer et à livrer, pour un chiffre d'affaires de 213 000 francs, l'ensemble du matériel nécessaire, hormis les machines à vapeur, à l'entreprise Boucart père & fils qui vient de se construire une usine textile à proximité.
Son expansion est parallèle à celui de la Dollfus-Mieg et Compagnie (DMC). Elle se diversifie ensuite dans les moteurs et locomotives à vapeur. Avec sa fonderie mulhousienne, elle est l'ancêtre de la SACM et d'Alsthom.
Aujourd'hui, le site de l'usine accueille l'université de Haute Alsace, la Maison de l'Industrie et KMØ.

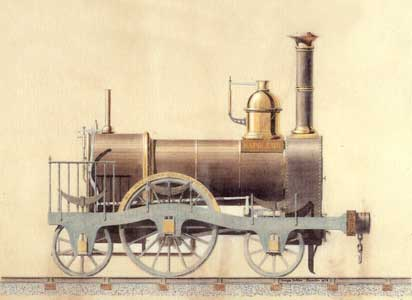
Première locomotive, dite « Napoléon », produite pour la Compagnie du chemin de fer de Mulhouse à Thann.
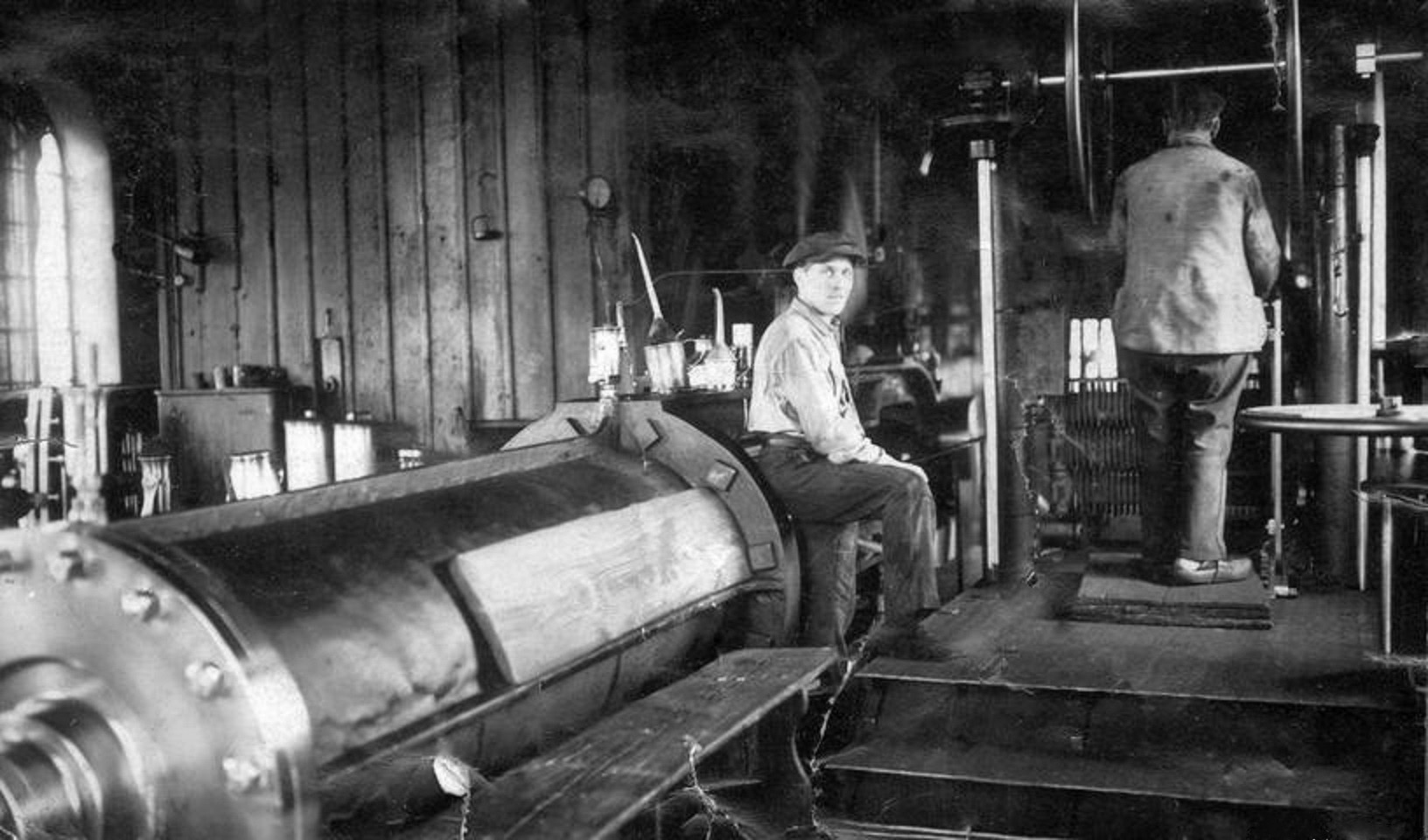
Machine d'extraction à vapeur utilisée sur les puits Sainte-Pauline et du Chanois des Houillères de Ronchamp.